# 기타히야마정
기타히야마정(일본어: 北檜山町)은 일본 홋카이도 히야마 지청 북부에 있던 정이다.
2005년 9월 1일, 세타나군 세타나정, 구도군 다이세이정과 신설합병을 하기로 결정되었다. 2004년 12월에 서명, 각 정의회에서 관련 안건이 통과되어, 2005년 9월 1일에 합병해, 기타히야마정의 구역은 구도군 세타나정의 합병특례구중 하나인 「기타히야마구」가 되었다.  세타나 군 기타히야마 정의 정사무소를, 세타나 군 세타나 정의 정명을, 구도 군 다이세이 정의 군명을 각각 계승하는 형태가 되었다. 

## 역사
- 1906년 - 2급정촌제 시행으로 동일, 후도로촌이 성립하였다.
- 1953년 - 정으로 승격해 히가시세타나정이 되었다.
- 1955년 4월 1일 - 히가시세타나정과 후도로촌이 합병해 세타나군 기타히야마정이 되었다.
- 2005년 9월 1일 - 세타나군 세타나정, 구도군 다이세이정과 합병해, 구도군 세타나정이 되었다.

## 교통

### 도로
- 국도 229호선
- 국도 230호선
- 국도 276호선